# Shelby McEwen
Shelby McEwen (* 6. April 1996 in Abbeville, Mississippi) ist ein US-amerikanischer Leichtathlet, der sich auf den Hochsprung spezialisiert hat. 2024 gewann er bei den Olympischen Sommerspielen in Paris die Silbermedaille.

## Sportliche Laufbahn
Shelby McEwen wuchs in Oxford in Mississippi auf und studierte von 2017 bis 2019 an der University of Alabama. 2019 wurde er NCAA-College-Hallenmeister und startete im selben Jahr bei den Weltmeisterschaften in Doha und schied dort mit übersprungenen 2,26 m in der Qualifikationsrunde aus. 2021 siegte er mit 2,26 m beim Miramar Invitational sowie mit 2,33 m beim USATF Throws Fest und qualifizierte sich damit für die Olympischen Sommerspiele in Tokio, bei denen er mit 2,27 m im Finale auf Rang zwölf gelangte. Im Jahr darauf erreichte er bei den Weltmeisterschaften in Eugene mit 2,30 m im Finale Rang fünf. 2023 belegte er bei den Weltmeisterschaften in Budapest mit 2,29 m im Finale den siebten Platz und im Jahr darauf gewann er bei den Hallenweltmeisterschaften in Glasgow mit 2,28 m die Silbermedaille hinter dem Neuseeländer Hamish Kerr. Ende April siegte er mit 2,27 m bei der Xiamen Diamond League sowie im Mai 2,24 m beim Ostrava Golden Spike. Im Juli wurde er beim Herculis mit 2,31 m Zweiter, ehe er im August bei den Olympischen Sommerspielen in Paris mit 2,36 m im Finale die Silbermedaille hinter dem Neuseeländer Hamish Kerr gewann. Bis zur Siegeshöhe hatten beide Athleten dieselbe Anzahl an Fehlversuchen, wodurch die Medaillenentscheidung in einem Stechen fixiert wurde.
In den Jahren 2022 und 2024 wurde McEwen US-amerikanischer Meister im Hochsprung im Freien sowie 2023 und 2024 in der Halle.